# Koszorów
Koszorów – wieś w Polsce położona w województwie mazowieckim, nad rzeką Kobyłką w powiecie szydłowieckim, w gminie Chlewiska. Ma status sołectwa.
Miejscowość graniczy z Chlewiskami, Szydłowcem, Stanisławowem, Budkami. W latach 1975–1998 należała do województwa radomskiego.
W Koszorowie znajduje się zalew będący własnością Wyższego Seminarium Duchownego w Radomiu.
Wierni Kościoła rzymskokatolickiego należą do parafii św. Stanisława w Chlewiskach.